# 佐藤美枝子
佐藤 美枝子（さとう みえこ、1966年（昭和41年）3月14日 - ）は、日本のソプラノ歌手。藤原歌劇団団員。

## 経歴
1966年、大分県大分市で生まれた。大分県立芸術文化短期大学附属緑丘高等学校音楽科声楽専攻（現大分県立芸術緑丘高等学校）を卒業し、武蔵野音楽大学音楽学部声楽学科に進学した。卒業後、日本オペラ振興会オペラ歌手育成部第9期生を修了。
安部洋子、土谷正公、浦野りせ子、菊池英美、南條年章、松本美和子、L.フランカルディ、N.ボナヴォロンタ、G.パスティネ、S.クライマーに師事。

## 受賞・栄典
- 1994年（平成6年）：第30回日伊声楽コンコルソ第2位。
- 1994年：第64回日本音楽コンクール声楽部門第1位、同時に増沢賞、海外派遣特別賞を受賞。
- 1996年（平成8年）：第7回五島記念文化賞オペラ新人賞を受賞。
- 1998年（平成10年）：第11回チャイコフスキー国際コンクール声楽部門で日本人初の第1位を受賞。
- 1999年：第9回出光音楽賞、第2回ロシア歌曲賞を受賞。
- 2000年：第10回新日鉄音楽賞フレッシュアーティスト賞受賞。

## ディスコグラフィー
- チャイコフスキー:歌曲集　1-2
- さくら横ちょう
- 至上のルチア
- 名アリア集
- 千の風になって
- アリア